# 曾志成
曾志成，香港攀山愛好者，為首位香港人完成由南、北兩坡登陸珠穆朗瑪峰的挑戰，2018年,他三度登上過珠穆朗瑪峰，2012年完成攀登七大洲最高峰。
2017年他發起組織中國香港珠穆朗瑪登山隊, 並在2019年完成攀登世界最高峰使命
2019年5月完成攀登世界第四高峰“洛子峰”, 並完成攀登第四座八千米山峰
2022年連同18歲兒子曾朗傑完成攀登第四次珠穆朗瑪峰, 成為首對香港父子完成攀登世界最高峰及7 次完成攀登8000千米山峰
2024年1月6日其兒子完成攀登世界七大洲最後一座山峰「南極洲文森峰」，成為香港首對父子完成攀登世界七大洲最高峰挑戰

## 生平
2009年，曾志成首度在尼泊爾取道南面山坡登上珠穆朗瑪峰，成為第三位香港人成功登上珠穆朗瑪峰。
2013年，曾志成由西藏取道北面山坡登上珠穆朗瑪峰，歷時49天，至5月19日成功攀上海拔8,848米的珠穆朗瑪峰，並且揮舞香港特別行政區區旗及中華人民共和國國旗。
2022年，曾志成及其兒子曾朗傑成功登上珠穆朗瑪峰，也是曾志成已是第4次征服珠峰，成為第一對征服珠峰的港人父子。